# Risicoaansprakelijkheid
Risicoaansprakelijkheid of kwalitatieve aansprakelijkheid is een vorm van aansprakelijkheid die niet gebaseerd is op schuld of verwijtbaarheid, maar op een bepaalde rol, hoedanigheid of kwaliteit. Het houdt in dat men aansprakelijk is voor de schade die een ander lijdt, zonder dat sprake is van schuld of verwijt bij degene, die door de benadeelde wordt aangesproken. Dit is met name belangrijk wanneer er sprake is van onrechtmatige daad.

## Nederland

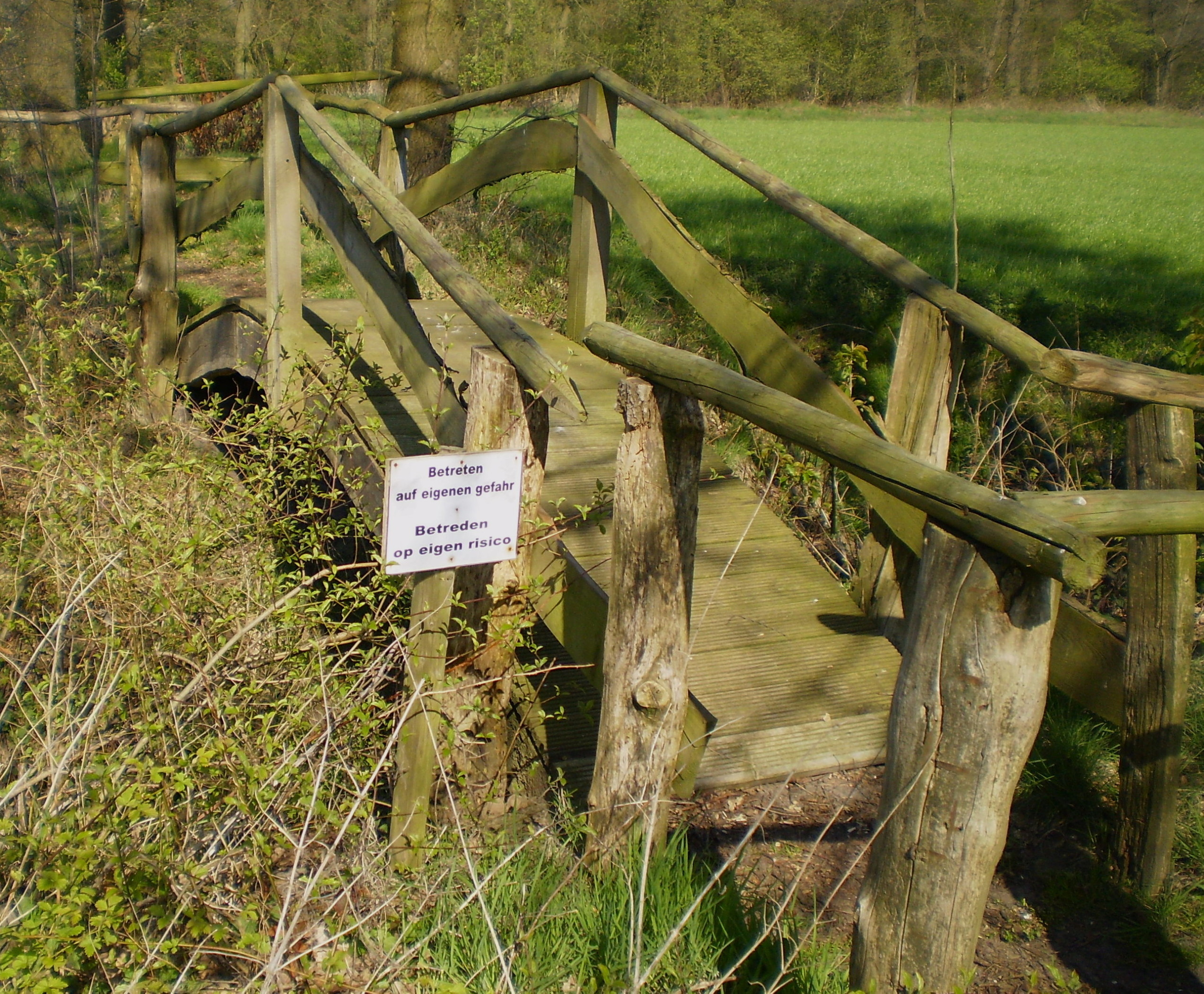
"Betreden op eigen risico"

Op grond van het Nederlandse Burgerlijk Wetboek geldt de risicoaansprakelijkheid voor:
- ouders, die het ouderlijk gezag uitoefenen, en voogden voor de onrechtmatige gedragingen van hun kinderen zo lang als deze nog geen veertien jaar oud zijn (artikel 6:169 lid 1 BW); voor kinderen die wel veertien zijn maar nog geen zestien, zijn de ouders en voogden aansprakelijk, tenzij hen niet kan worden verweten dat zij de daad niet hebben voorkomen (artikel 6:169 lid 2 BW);

- de werkgever voor de fouten van de werknemer, op voorwaarde dat het gedrag van de werknemer plaatsvindt in het kader van zijn overeengekomen werkzaamheden (artikel 6:170 BW);
- voor de opdrachtgever van een niet-ondergeschikte, als de fout begaan wordt tijdens de werkzaamheden ten behoeve van het bedrijf van de opdrachtgever (artikel 6:171 BW);
- de eigenaar van een roerende zaak als door een gebrek daaraan een ander schade lijdt (artikel 6:173 BW);
- de eigenaar van een opstal zoals een woning of een bedrijfspand, die aansprakelijk is als door een gebrek aan die zaak een ander schade lijdt (voorbeeld: de vallende dakpan, die op het hoofd van een passerende voetganger terechtkomt); deze regel geldt ook voor de wegbeheerder (artikel 6:174 BW);
- degene die beroeps- of bedrijfsmatig een gevaarlijke stof bezit en dat gevaar zich verwezenlijkt (artikel 6:175 BW);
- de exploitant van een stortplaats als voor of na sluitingstijd lucht-, water- of bodemverontreiniging ontstaat (artikel 6:176 BW)
- de bezitter van een dier als deze door zijn eigen energie schade aan een ander toebrengt (artikel 6:179 BW);

Daarnaast heeft de rechtspraak binnen de verkeersaansprakelijkheid een risicoaansprakelijkheid toegevoegd: automobilisten zijn altijd aansprakelijk, als zij schade toebrengen aan een voetganger of fietser, die ten tijde van het verkeersongeval jonger zijn dan 14 jaar.  
Risicoaansprakelijkheid onderscheidt zich van schuldaansprakelijkheid, waarvoor vereist is dat aan de dader een verwijt van zijn of haar handelen of nalaten kan worden gemaakt. 

### Kwalitatieve aansprakelijkheid versus risicoaansprakelijkheid
Bij kwalitatieve aansprakelijkheid is er sprake van aansprakelijkheid op grond van een speciale relatie (kwalitatieve band) met een onroerende of roerende zaak of een persoon (dader of slachtoffer), namelijk  op grond van iemands kwaliteit als toezichthouder op deze zaak of persoon. Hierbij is er noch onrechtmatigheid noch schuld vereist, want de aansprakelijkheid is gekoppeld aan het hebben van deze kwaliteit en niet aan de fout. Een voorbeeld van een kwalitatieve band is de band tussen de bestuurde of (indien er een houder is) de houder van een motorrijtuig en zijn motorrijtuig. Deze eigenaar of houder is in die hoedanigheid aansprakelijk, ongeacht de vraag of hij zelf bestuurder was.
Niet alle kwalitatieve aansprakelijkheden zijn risicoaansprakelijkheden, bij foutaansprakelijkheid kan er namelijk ook sprake van zijn, maar alle risicoaansprakelijkheden zijn altijd kwalitatieve aansprakelijkheden.
In het arrest Struikelende broodbezorger is een voorbeeld van een gebrek van kwalitatieve aansprakelijkheid te zien. Dit vormende arrest gaat over de vraag of de twee jonge kinderen de rechtsplicht hadden om de broodbezorger te waarschuwen voor het touwtje wat over het pad gespannen is. De Hoge Raad beslist hier dat, indien er geen sprake is van een speciale relatie met een persoon of zaak, voor aansprakelijkheid vereist is, dat het risico tot het bewustzijn van de toeschouwer, in casu de kinderen, is doorgedrongen.

## België
In België is risicoaansprakelijkheid een bijzondere vorm van objectieve aansprakelijkheid. Het idee is dat er geen causaal verband is vereist tussen de onrechtmatige gedraging en de schade. De schade wordt toegerekend aan iemand omwille van zijn band met een bepaald risico. Vormen van risicoaansprakelijkheid zijn: de aansprakelijkheid van scheepseigenaars voor olieverontreiniging door tankerschepen, van mijnuitbaters voor grondverzakkingen enz. Elke vorm van risicoaansprakelijkheid vormt een afwijking op het gemeen aansprakelijkheidsrecht, en wordt aldus steeds wettelijk geregeld.
Wat betreft de kwalitatieve aansprakelijkheid in het Belgische rechtsstelsel, kan men beroep doen op de artikel 1382 t.e.m. 1385 van het Burgerlijk Wetboek. Deze artikelen vermelden onder andere de aansprakelijkheid van de ouders voor het minderjarig kind, de aanstellers (bijv. schoolinstellingen) voor hun aangestelden (leerkrachten) of onderwijzers en ambachtslieden voor hun leerlingen en leerjongens. 